# 比塞洛斯 (北达科他州)
比塞洛斯（英語：Bucyrus）是美国北达科他州下属的一座城市。根据2010年美国人口普查，该市有人口27人。